# Élections du Conseil législatif de Ceylan de 1924
Les élections du Conseil Législatif de Ceylan de 1924 ont eu lieu au Ceylan britannique, en 1924.

## Contexte historique
Le Conseil législatif de Ceylan a existé de 1833 à 1931. Il a été créé par la Commission Colebrooke-Cameron en 1833, avant d'être retiré par la Constitution Donoughmore en 1931. Entre 1833 à 1910, les membres du Conseil législatif étaient tous nommés par le gouverneur du Ceylan britannique. 
En 1910, les réformes McCallum, du gouverneur Henry McCallum, permettent la mise en place des premières élections du Ceylan britannique. 
En 1911, les élections du Conseil législatif mettent en dispute 2 postes du Conseil législatif.
En 1920, les premières réformes Manning, du gouverneur William Manning, et inventées par le conseiller législatif Ponnambalam Ramanathan, augmentent le nombre de conseillers législatifs de 21 personnes à 37.
En 1923, les deuxièmes réformes Manning augmentent encore le nombre de conseillers législatifs de 37 personnes à 49.

## Système électoral
En 1924, le nombre de membres du Conseil législatif est passé de 37 à 49 personnes :
- 12 membres avaient un statut officiel et travaillaient dans le corps exécutif de Ceylan.
- 37 membres venaient du peuple, et avaient le statut non-officiel.

Parmi les 37 membres non officiels, 34 personnes sont élues (23 sur base de découpage territorial, 3 Européens, 3 Maures musulmans, 2 Burghers, 2 Tamouls indiens et 1 Tamoul ceylanais), et 3 personnes sont nommées par le gouverneur.

## Élections
| Type de siège    | Détails du siège                  | Conseiller législatif élu    | Détails                  | Réfs. |
| ---------------- | --------------------------------- | ---------------------------- | ------------------------ | ----- |
| Territorial      | Province de l'Est - Batticaloa    | E. R. Tambimuthu             |                          | [ 3 ] |
| Territorial      | Province de l'Est - Trincomalee   | M. M. Subramaniam            |                          | [ 3 ] |
| Territorial      | Province du Nord - Centre         | S. Rajaratnam                |                          | [ 3 ] |
| Territorial      | Province du Nord - Est            | T M Sabaratnam               |                          | [ 3 ] |
| Territorial      | Province du Nord - Nord Valikamam | Ponnambalam Ramanathan       |                          | [ 3 ] |
| Territorial      | Province du Nord - Sud            | Arumugam Canagaratnam        |                          | [ 3 ] |
| Territorial      | Province du Nord - Ouest          | Waithilingam Duraiswamy      |                          | [ 3 ] |
| Territorial      | Province du Sud - Matara          | Forester Augustus Obeysekera |                          | [ 4 ] |
| Territorial      | Province du Sud - Hambantota      | S. Wikramanayake             |                          | [ 2 ] |
| Territorial      | Province du Sud - Galle           | C. W. W. Kannangara          | A obtenu 4177 votes      | [ 5 ] |
| Territorial      | Province de l'Ouest - Negombo     | Don Stephen Senanayake       | Election sans opposition | [ 6 ] |
| Territorial      | Province de l'Ouest - Kalutara    | E. W. Perera                 |                          | [ 7 ] |
| Tamoul ceylanais |                                   | Arunachalam Mahadeva         |                          | [ 3 ] |
| Tamoul indien    |                                   | I. X. Pereira                |                          | [ 3 ] |
| Tamoul indien    |                                   | K. Natesa Iyer               |                          | [ 3 ] |
| Maures musulman  |                                   | Mohamed Macan Markar         |                          | [ 3 ] |
| Maures musulman  |                                   | N. H. M. Abdul Cader         |                          | [ 3 ] |
| Maures musulman  |                                   | Tuan Burhanudeen Jayah       |                          | [ 3 ] |
| Européen         |                                   |                              |                          |       |
| Européen         |                                   |                              |                          |       |
| Européen         |                                   |                              |                          |       |
| Burgher          |                                   |                              |                          |       |
| Burgher          |                                   |                              |                          |       |
| Territorial      | Province du Centre                |                              |                          |       |
| Territorial      | Province du Centre                |                              |                          |       |
| Territorial      | Province du Centre-Nord           |                              |                          |       |
| Territorial      | Province du Centre-Nord           |                              |                          |       |
| Territorial      | Province du Nord-Ouest            |                              |                          |       |
| Territorial      | Province du Nord-Ouest            |                              |                          |       |
| Territorial      | Province de Sabaragamuwa          |                              |                          |       |
| Territorial      | Province de Sabaragamuwa          |                              |                          |       |
| Territorial      | Province d'Uva                    |                              |                          |       |
| Territorial      | Province d'Uva                    |                              |                          |       |
| Territorial      |                                   |                              |                          |       |

## Conseiller nommé
Le gouverneur William Manning a nommé 3 personnes :
- K. Balasingham